# 安達製作所
株式会社安達製作所 （あだちせいさくじょ）は、16番ゲージ鉄道模型のキットを製作している鉄道模型メーカー。近年はカメラ・アクセサリー部門もある。

## 概要
終戦直後にできたメーカーで、実車メーカーに勤めていた先代の社長が独立して開業した。カツミの下請け会社の一つとして主に輸出用機関車を製造していた。カツミが1959年に16番を製造するようになるとED70も製造。シュパーブライン国鉄D51形蒸気機関車ではじめてカツミ模型店発売、安達製作所製作となる。また日本最初の1/80 16.5mmの量産品日本型モデルとされる国鉄ED14形電気機関車キット（1948年）は有楽町にあったエース模型店（1950年廃業）が発売したが、山崎喜陽によれば製造は安達製作所だという。
発売は天賞堂となっているが、自社でもサービスセンターを設けている。また、天賞堂などの依頼を受け、OEM生産も行っている他、生涯学習として、鉄道模型工作の講座も委託されている。
アルミダイキャスト成型によるカメラ部品も製造している。

## 製品
16番ゲージの製品は基本的に真鍮製キットで、工作の難易度は製品によって違うが、ハンダ付けによって組み立て、塗装することになる。従って、ハンダ付け工作の技術が必要になる。
かつて大井川鉄道の車両をSゲージナロー (Sn3-1/2) で製造していた事があった。 